# Башмаков Євген Федорович
Євген Федорович Башмаков (28 квітня 1932, місто Рузаєвка, тепер Мордовія, Російська Федерація — 5 грудня 2006, місто Москва, Російська Федерація) — радянський і казахський діяч, секретар ЦК КП Казахстану, 1-й заступник голови Ради міністрів Казахської РСР, 1-й секретар Карагандинського обласного комітету КП Казахстану. Депутат Верховної ради Казахської РСР 9—11-го скликань. Депутат Верховної Ради СРСР 11-го скликання (у 1988—1989 роках). Народний депутат СРСР (у 1989—1991 роках).

## Життєпис
У 1955 році закінчив Пензенський індустріальний інститут, інженер-будівельник.
У 1955—1959 роках — майстер, виконроб, старший виконроб управління «ТЕЦбуд» тресту «Казметалургбуд» у місті Теміртау Казахської РСР.
У 1959—1962 роках — старший виконроб, головний інженер будівельного управління тресту «Хіммашбуд» Мордовської АРСР.
Член КПРС з 1960 року.
У 1962—1968 роках — головний інженер будівельного управління «Коксохімбуд»; начальник будівельного управління «Аглобуд»; секретар партійного комітету, заступник керуючого тресту «Казметалургбуд». У 1968 році — головний інженер тресту «Прибалхашбуд».
У 1968—1972 роках — завідувач відділу будівництва Карагандинського обласного комітету КП Казахстану.
У 1972—1975 роках — секретар Тургайського обласного комітету КП Казахстану.
У березні 1975 — березні 1980 року — заступник голови Ради міністрів Казахської РСР.
25 березня 1980 — 14 березня 1987 року — секретар ЦК КП Казахстану з питань промисловості і транспорту.
14 березня 1987 — листопад 1989 року — 1-й заступник голови Ради міністрів Казахської РСР із загальних питань.
6 жовтня 1989 — 19 травня 1990 року — 1-й секретар Карагандинського обласного комітету КП Казахстану.
Одночасно, з березня по липень 1990 року — голова Карагандинської обласної ради народних депутатів.
З липня 1990 року — на пенсії.
Помер 5 грудня 2006 року в Москві. Похований на Троєкуровському цвинтарі Москви (ділянка 7).

## Нагороди
- три ордени Трудового Червоного Прапора
- три ордени «Знак Пошани»
- вісім медалей
- Почесні грамоти Президії Верховної ради Казахської РСР